# Brennblase
Eine Brennblase (Brennkessel) ist ein meist aus Kupfer geformter Hohlkörper, der zur Destillation, man spricht hierbei vom Brennen, von niederalkoholischen und trüben Flüssigkeiten mit 5 bis 15 Vol.-% (z. B. Bier oder Wein) zu klaren Spirituosen wie Whisky oder Cognac verwendet wird.

## Brennvorgang

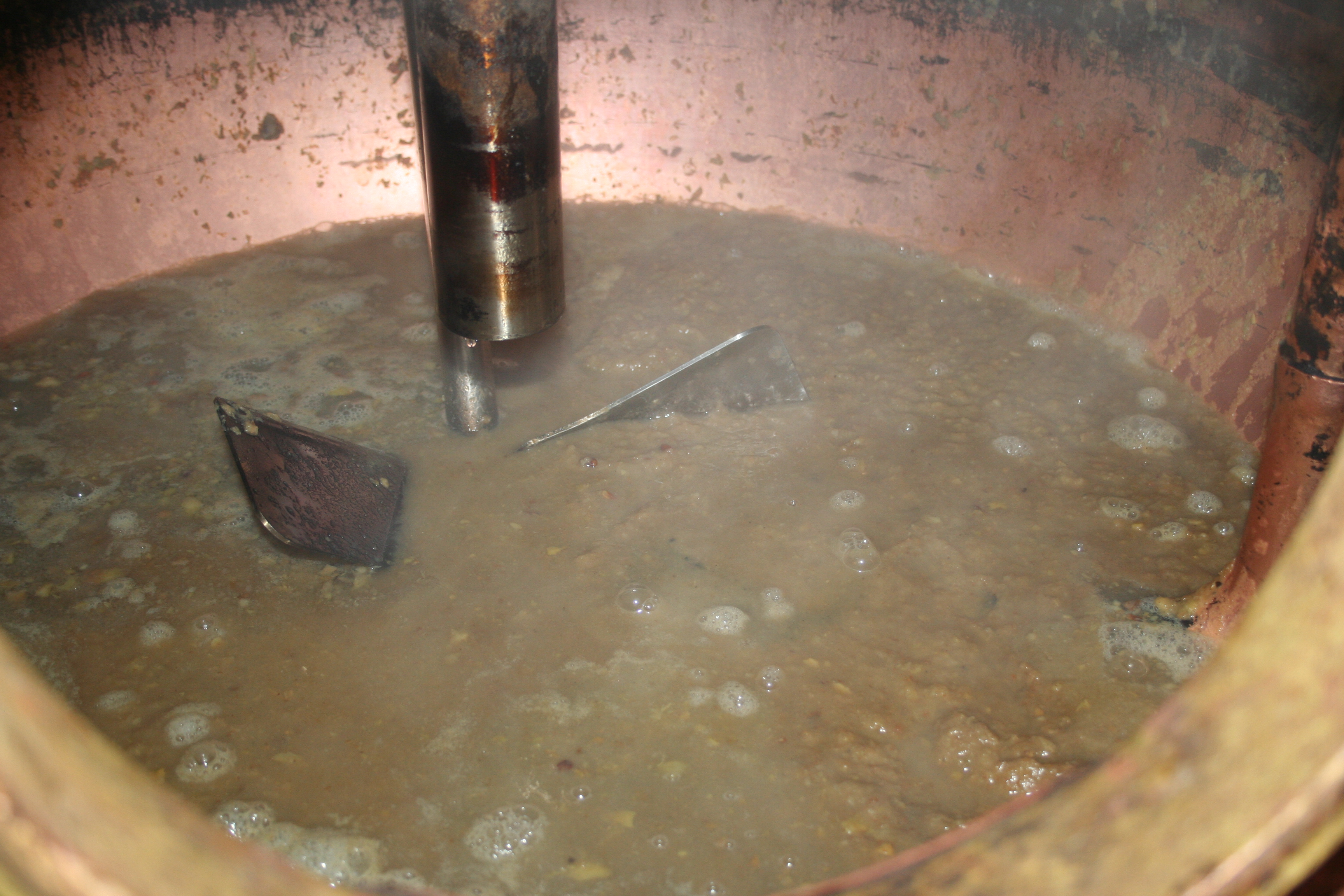
Blick in die Brennblase mit Maische und Rührwerk

Die Flüssigkeit in der Brennblase wird durch kontinuierliche Wärmezufuhr so stark erhitzt, dass die verschiedenen Alkohole und Aromastoffe verdampfen und je nach Schwere des Stoffes an der Innenwand der Brennblase wieder kondensieren und so entweder in den Blasenfuß zurückfließen oder aber über den charakteristischen Knick zur Weiterverwendung in entsprechende Auffangbehälter (z. B. einen Spirit Safe) fließen.
Oft werden die resultierenden Destillate durch mehrere Brennvorgänge nacheinander verstärkt. So werden schottische Whiskys meist zweifach, irische Whiskeys dreifach destilliert. Nach dem ersten Durchgang besitzt das Destillat ungefähr 25 bis 35 Vol.-%. Vor der Abfüllung in Fässer besitzen die Whisky-Destillate dann etwa 70 Vol.-%.
Manche Brennblasen verfügen über kleine Fenster im Hals, mittels derer die Brennmeister überwachen können, dass die gegebenenfalls schäumende Flüssigkeit nicht zu weit hochkocht. Da dies aber nur passieren kann, wenn sich noch genügend Eiweiße in der Flüssigkeit befinden, sind nur die Brennblasen mit einem Fenster versehen, die für den ersten Destillationsprozess verwendet werden.
Aus technischer Sicht hat die Brennblase einige Nachteile:
- Sie ermöglicht keine kontinuierliche Destillation
- Für jedes Brennlos muss die Brennblase neu befüllt und aufgeheizt werden
- Durch den geringen Rückfluss ist auch die Fraktionierung, d. h. die Trennschärfe zwischen den gewünschten und unerwünschten Bestandteilen, nicht besonders gut. Dies erfordert zwei- oder dreifaches Brennen, um einen ausreichend reinen und starken Brand zu erzielen. Bei qualitativ hochwertigen Maischen werden gerade durch die schwache Trennschärfe jedoch viele geschmacklich erwünschte Bestandteile erhalten. Daher wird die klassische Brennblase weiterhin für hochwertige Spirituosen wie Malt Whisky eingesetzt.

## Form

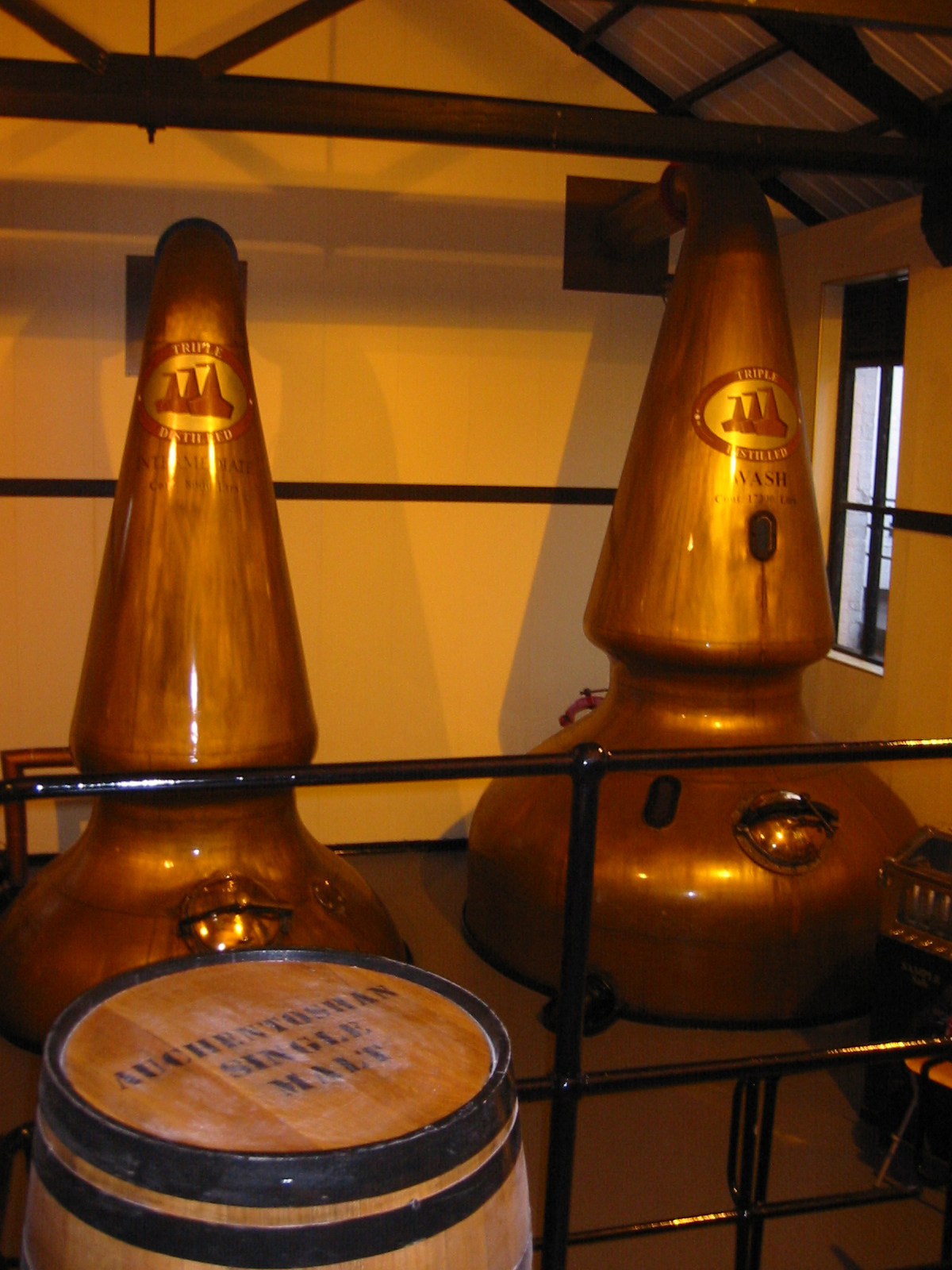
Zwei Whiskybrennblasen

Brennblasen können sich in ihrer Form und Dimension erheblich voneinander unterscheiden. Generell besitzen sie aber einen wuchtigen, kugeligen Fuß, von dem ein unterschiedlich langer Hals nach oben abgeht. Hals und Fuß sind zumeist durch entweder eine zusätzliche Wulst oder aber eine Taille voneinander getrennt. Der Hals selbst verjüngt sich nach oben immer mehr und knickt schließlich um über 90° nach unten ab.

## Rechtliches
Der Betrieb einer Brennerei unterliegt in Deutschland der Alkoholsteuerverordnung. Das Alkoholsteuergesetz in Verbindung mit § 68 der Alkoholsteuerverordnung befreit Privatpersonen davon, Brenngeräte beim Hauptzollamt anzumelden, sofern ein maximales Volumen von 2 l nicht überschritten wird. Dies bedeutet aber keine Befreiung von der Branntweinsteuer. Die Höhe der Branntweinsteuer kann beim zuständigen Hauptzollamt erfragt werden.